# Шейх юл-ислям
Шейх юл-ислямът (на арабски: شيخ الإسلام; на азербайджански: Şeyxülislam; на турски: Şeyhülislam) е титла на висш духовник в исляма на държавна служба.
Обикновено е водещ богослов по въпросите на шериата, традициите и религиозната доктрина. Друго изискване към него е да бъде морален стожер и авторитет на ислямската религиозна общност (умма).
В Османската империя шейх юл-ислямът е най-високата длъжност, оглавяваща всички ислямски институции в османската държава и религиозен водач на правоверните  – подобно на вселенския патриарх по отношение на християните (рум миллет). Той е член на Султанския съвет (Диван-ъ хюмаюн), оглавява привилегированото съсловие на улемите и освен това е мюфтия на Константинопол.
В османската империя султанът няма право да убива Шейх-Ул Ислям ефендия.
В някои ислямски религиозни общности шейх юл-ислямът е върховен кадия, но това не е задължително.